# Angiome en touffes
 Mise en garde médicale
L'angiome en touffes (AT), également nommé « angioblastome de Nakagawa » est une tumeur vasculaire (angiome) caractérisée par une aggravation régulière (certains cas régressant cependant spontanément).

C’est une maladie rare, congénitale ou précoce (généralement acquise très tôt ; avant 5 ans)
L'angiome en touffes a été décrit par Wilson Jones en 1989, mais des auteurs japonais l’avaient antérieurement identifié sous le nom d'angioblastome de Nakagawa.
À ne pas confondre avec l’hémangiome congénital de type NICH.

## Prévalence
La prévalence est inconnue, mais plus de 200 cas ont été décrits dans la littérature (tous ne sont pas publiés)

## Symptômes
- plaques rouges infiltrées, mal délimitées, parfois parsemées de papules rouges plus intense, dont l'aspect varie dans le temps.
- Plus rarement (souvent dans des cas congénitaux), une masse tumorale importante est présente.
- Lésions sensibles au palper, pouvant être douloureuses aux chocs, parfois couvertes de duvet ou cernées d'un halo clair.

## Diagnostic
Le diagnostic est histologique.
- Il y a dispersion dans tout le derme de petites touffes capillaires disposées en « grenaille de plomb » et cernées d'un vaisseau sanguin.
- On trouve aussi souvent des espaces lymphatiques et une fibrose dermique.

C’est une tumeur GLUT1 négative, au contraire de l'hémangiome infantile.

## Évolution, pronostic
Généralement (il y a des cas de rémission spontanée), certains AT s'infiltrent dans les membres inférieurs en produisant peu à peu un tégument induré scléreux (la sclérose gagnant éventuellement le muscle et l'articulation proches, en gênant leurs fonctions.

Complications : un syndrome de Kasabach-Merritt (SKM) avec une thrombopénie majeure peuvent conduire à la mort.

## Traitement
- On ne connait pas de traitement spécifique efficace.
- Une corticothérapie générale, l'interféron alpha ou le vincristine ont parfois amélioré des formes graves étendues[1]